# Llista de batlles de Petra
| Núm. | Legislatura | Batle                                                         | Inici del mandat | Fi del mandat |
| ---- | ----------- | ------------------------------------------------------------- | ---------------- | ------------- |
| 1    | I           | Antoni Oliver (AAP), amb pacte amb UCD i Independents Ariany. | 1979             | 1983          |
| 1    | II          | Antoni Oliver (AAP), majoria absoluta.                        | 1983             | 1985          |
| 2    | II          | Martí Santandreu Gelabert (AAP), majoria absoluta.            | 1985             | 1987          |
| 2    | III         | Martí Santandreu Gelabert (AAP), majoria absoluta.            | 1987             | 1991          |
| 2    | IV          | Martí Santandreu Gelabert (AAP), majoria absoluta.            | 1991             | 1995          |
| 3    | V           | Joan Font Massot (PSM), pacte amb UM i UIP.                   | 1995             | 1999          |
| 3    | VI          | Joan Font Massot (PSM), majoria absoluta.                     | 1995             | 2003          |
| 3    | VII         | Joan Font Massot (PSM), majoria absoluta.                     | 2003             | 2007          |
| 3    | VIII        | Joan Font Massot (PSM), majoria absoluta.                     | 2007             | 2010          |
| 4    | VIII        | Caterina Mas Bennàssar (PSM), majoria absoluta.               | 2010             | 2011          |
| 4    | IX          | Caterina Mas Bennàssar (PSM), majoria simple.                 | 2011             | 2019          |
| 5    | X           | Salvador Femenias Riera (El PI) amb el suport del PP          | 2019             | en el càrrec  |